# Abijis
Abijis (abidji) ou aris são um dos grupos étnicos do grupo da laguna da Costa do Marfim e pertencem aos acãs. Estão concentrados na subprefeitura de Siquensi e, como outros povos da costa sudeste e lagunas, praticam cultivo de culturas de rendimento e produzem óleo de palma. Alguns abijis ainda pescam como forma de subsistência. De acordo com estimativas de 1999, compreendem mais de 50 000 indivíduos.